# Chris Renaud
Chris Renaud (Baltimore, december 1966) is een Amerikaans filmregisseur, stemacteur en animator.
Renaud studeerde aan de Parkland High School en de Baum School of Art, beide in Allentown (Pennsylvania). Vervolgens ging hij naar de Universiteit van Syracuse. Na het afstuderen begon hij te werken als grafisch ontwerper in de sport entertainment industrie. Hiermee ontwierp hij logo's en mascottekarakters voor onder meer de NFL en de NBA. Na deze ontwerpen begon Renaud te tekenen en schrijven voor stripboeken voor Marvel Comics en DC Comics. Hij maakte in 2005 de overstap naar Blue Sky Studios. Hij werkte daar eerste als storyboard tekenaar voor de animatiefilm Robots en later ook als mede-regisseur voor de korte film No Time for Nuts met de Ice Age personages. In 2010 ging hij naar Illumination Entertainment, waarmee hij vooral bekend werd met de film Despicable Me, die hij samen met Pierre Coffin regisseerde en ook de stemmetjes van de Minions in sprak. Renaud werd genomineerd voor een Oscar in 2007 met de korte film No Time for Nuts en in 2014 met de film Despicable Me 2.

## Filmografie

### Films
- 2005: Robots (storyboardtekenaar)
- 2006: Ice Age: The Meltdown (storyboardtekenaar)
- 2006: Barnyard (storyboardtekenaar)
- 2008: Horton Hears a Who! (storytekenaar)
- 2009: Ice Age: Dawn of the Dinosaurs (storytekenaar)
- 2010: Despicable Me (regie en stem: Dave the Minion)
- 2012: Dr. Seuss' The Lorax (regie en stem: Forest Animals)
- 2013: Despicable Me 2 (regie en stem: Minions en Evil Minions)
- 2015: Timbo (animator)
- 2015: Minions (stem: Minions)
- 2016: The Secret Life of Pets (regie en stem: Norman)
- 2024: Despicable Me 4 (regie)

### Televisieseries
- 1997: Bruine Beer in het Blauwe Huis (grafisch ontwerper)
- 2001: The Book of Pooh (productieontwerper)
- 2006: It's a Big Big World (productieontwerper)

### Korte films
- 2006: No Time for Nuts (regie)
- 2010: Orientation Day (personageontwerper)
- 2010: Home Makeover (personageontwerper)
- 2010: Banana (personageontwerper)
- 2012: Forces of Nature (stem: Pipsqueak)